# Variété de Poisson
 (juin 2019).
En géométrie, une structure de Poisson sur une variété différentielle {\displaystyle M} est un crochet de Lie {\displaystyle \{\cdot ,\cdot \}} (appelé crochet de Poisson dans ce cas) sur l'algèbre {\displaystyle {C^{\infty }}(M)} des fonctions lisses de {\displaystyle M} à valeurs réelles, vérifiant formule de Leibniz
{\displaystyle \{f,gh\}=\{f,g\}h+g\{f,h\}}.
En d'autres termes, une structure de Poisson  est structure d'algèbre de Lie sur l'espace vectoriel des fonctions lisses sur {\displaystyle M} de sorte que {\displaystyle X_{f}{\stackrel {\text{df}}{=}}\{f,\cdot \}:{C^{\infty }}(M)\to {C^{\infty }}(M)} est un champ de vecteurs pour toute fonction lisse  {\displaystyle f}, appelé champ de vecteurs hamiltonien associé à {\displaystyle f}. 

## Definition
Soit {\displaystyle M} une variété différentielle. Soit {\displaystyle {C^{\infty }}(M)} l'algèbre des fonctions de classe  {\displaystyle {C^{\infty }}} de {\displaystyle M} à valeurs réelles, où la multiplication est définie point par point. Un crochet de Poisson sur {\displaystyle M} est une application {\displaystyle \mathbb {R} }-bilinéaire
{\displaystyle \{\cdot ,\cdot \}:{C^{\infty }}(M)\times {C^{\infty }}(M)\to {C^{\infty }}(M)}
vérifiant les trois axiomes:
- Antisymétrie: {\displaystyle \{f,g\}=-\{g,f\}}.
- Relation de Jacobi: {\displaystyle \{f,\{g,h\}\}+\{g,\{h,f\}\}+\{h,\{f,g\}\}=0}.
- Formule de Leibniz: {\displaystyle \{fg,h\}=f\{g,h\}+g\{f,h\}}.

Les deux premiers axiomes assurent que {\displaystyle \{\cdot ,\cdot \}} définit une structure d'algèbre de Lie sur {\displaystyle {C^{\infty }}(M)}, tandis que le troisième assure que pour tout fonction {\displaystyle f\in {C^{\infty }}(M)}, son adjoint {\displaystyle \{f,\cdot \}\colon {C^{\infty }}(M)\to {C^{\infty }}(M)} est une dérivation de {\displaystyle {C^{\infty }}(M)}, c'est-à-dire qu'il constitue un champ de vecteurs {\displaystyle X_{f}}. Il s'ensuit que le crochet {\displaystyle \{f,g\}} des fonctions {\displaystyle f} et {\displaystyle g} est de la forme
{\displaystyle \{f,g\}=\pi (df\wedge dg)},
où {\displaystyle \pi \in \Gamma {\Big (}\bigwedge ^{2}TM{\Big )}} est un champ de bivecteurs lisse, appelé tenseur de Poisson.
Réciproquement, étant donné un champ de bivecteurs lisse {\displaystyle \pi } sur {\displaystyle M}, la formule {\displaystyle \{f,g\}=\pi (df\wedge dg)} définit un crochet bilinéaire antisymétrique {\displaystyle \{\cdot ,\cdot \}} qui vérifie automatiquement la règle de Leibniz.

## Exemples
- Toute variété peut être munie d'une structure de Poisson triviale par la formule {\displaystyle \{f,g\}=0}.
- Toute variété symplectique {\displaystyle (M,\omega )} dispose naturellement d'une structure de Poisson, dont le tenseur {\displaystyle \pi } est défini comme l'inverse de la forme symplectique {\displaystyle \omega }. On peut noter qu'avec une telle définition, la fermeture de la forme symplectique est équivalente à l'identité de Jacobi pour le crochet de Poisson associé.
- Le dual {\displaystyle {\mathfrak {g}}^{*}} d'une algèbre de Lie {\displaystyle ({\mathfrak {g}},[\cdot ,\cdot ])} est une variété de Poisson. Une description globale du crochet est la suivante: {\displaystyle {\mathfrak {g}}} est en bijection naturelle avec les fonctions linéaires sur {\displaystyle {\mathfrak {g}}^{*}}, on définit alors {\displaystyle \{f,g\}(x){\stackrel {\text{def}}{=}}<x,[{\text{d}}_{x}f,{\text{d}}_{x}g]>} pour tous {\displaystyle f,g\in {C^{\infty }}({\mathfrak {g^{*}}})} et {\displaystyle x\in {\mathfrak {g}}^{*}}.

## Morphisme de Poisson
Si  {\displaystyle (M,\{\cdot ,\cdot \}_{M})} et {\displaystyle (M',\{\cdot ,\cdot \}_{M'})} sont deux variétés de Poisson, une application lisse {\displaystyle \varphi :M\to M'} est un morphisme de Poisson s'il respecte la structure de Poisson, c'est-à-dire que pour tout {\displaystyle x\in M} et toute fonction {\displaystyle f,g\in {C^{\infty }}(M')}, on a:
{\displaystyle {\{f,g\}_{M'}}(\varphi (x))={\{f\circ \varphi ,g\circ \varphi \}_{M}}(x).}
En termes de tenseurs de Poisson, cette condition revient à dire que {\displaystyle \pi _{M}} n'est autre que le tiré en arrière de {\displaystyle \pi _{M'}} par {\displaystyle \varphi }.
Les variétés de Poisson forme les objets d'une catégorie {\displaystyle {\mathfrak {Poiss}}}, dont les morphismes de Poisson sont les flèches.